# Vanessa Van Cartier
Vanessa Van Cartier, nombre artístico de Vanessa Crokaert, es una drag queen flamenca con raíces italianas, conocida por ganar la segunda temporada de Drag Race Holland. Se convirtió en la primera mujer trans en concursar en la versión holandesa de la franquicia Drag Race, y en la tercera en ganar tras las victorias de Angele Anang en la segunda temporada de Drag Race Thailand y de Kylie Sonique Love en la temporada 6 de RuPaul's Drag Race: All Stars. Anteriormente, fue nombrada Miss Continental 2019, evento celebrado en Chicago.
Vanessa Van Cartier es la "drag mother" de la ganadora de la temporada 1, Envy Peru. En 2021, Joey Nolfi de Entertainment Weekly la describió como "una pionera trans que rompió barreras" por su participación en Miss Continental.

## Filmografía

### Televisión
| Año  | Título            | Comentarios |
| ---- | ----------------- | ----------- |
| 2021 | Drag Race Holland | Ganadora    |

| Predecesora: Envy Peru | Ganadora de Drag Race Holland 2021 | Sucesora: - |